# Caroline Lexow Babcock
Caroline Lexow Babcock (1882 - 1980) fue una pacifista y sufragista estadounidense, cofundadora de la Unión de Mujeres por la Paz y secretaria ejecutiva del Partido Nacional de la Mujer de 1938 a 1946.

## Primeros años y educación
Caroline Lexow nació en 1882 en Nyack (Nueva York), hija del abogado y legislador Clarence Lexow, conocido por la investigación del Comité anticorrupción de Lexow, y de la ex Katherine Morton. El abuelo de Caroline, Rudolph Lexow, fue un prominente escritor y editor germano-americano. Caroline Lexow asistió al Barnard College, graduándose en 1904.

## Carrera y activismo
Después de la universidad, Caroline Lexow se dedicó a tiempo completo al movimiento del sufragio, como secretaria ejecutiva ayudando a Harriot Stanton Blatch a dirigir la Unión Política de Mujeres, como presidenta de la Liga del Sufragio Igualitario del Colegio de Nueva York, y como secretaria ejecutiva de la Liga del Sufragio Igualitario del Colegio Nacional. «El día de mi graduación», dijo a las audiencias mientras estaba de gira como organizadora del sufragio en 1909, «me interesé activamente en el trabajo del sufragio y fui miembro de la Liga, y espero dedicar la mayor parte de mi tiempo a la causa hasta que gane».
En 1921, Babcock fue una de las miembros de la Sociedad de Mujeres por la Paz que se marchó para fundar la Unión de Mujeres por la Paz.  Ese mismo año, presidió una marcha de mujeres por la paz en la ciudad de Nueva York. Babcock y Elinor Byrns redactaron una enmienda constitucional que pedía que el poder de declarar o preparar la guerra fuera eliminado de los poderes del Congreso de los Estados Unidos. Incluyó a los Boy Scouts entre sus objetivos, llamando a la exploración un «jardín de infancia para la guerra».
Caroline Lexow Babcock estaba en el Comité Ejecutivo y en la junta directiva de la Planned Parenthood.

## Vida personal y legado
Caroline Lexow se casó con Philip Westerly Babcock en 1915. Tuvieron tres hijos, Caroline, Philip y Katharine. Caroline Lexow Babcock murió en 1980, y todavía llevaba un botón que apoyaba la Enmienda de Igualdad de Derechos.
Los documentos de Caroline L. Babcock están archivados con los de Olive E. Hurlburt en la «Biblioteca Arthur y Elizabeth Schlesinger sobre la Historia de la Mujer en América» en la Universidad de Harvard. Otro conjunto significativo de cartas de Babcock están en la Colección Harriot Stanton Blatch en el Vassar College.
Hay un premio «Caroline Lexow Babcock» otorgado por la Organización Nacional de Mujeres.